# Ганак, Якуб
Якуб Ганак (чеш. Jakub Hanák; род. 26 марта 1983[…], Угерске-Градиште) — чешский гребец, серебряный призёр летних Олимпийских игр 2004 года.

## Карьера
В 2004 году в Афинах завоевал серебряную медаль в гребле в парной четверке, вместе с ним гребли Давид Копршива, Томаш Карась и Давид Йирка. На Олимпиаде в Пекине не сумел повторить успех, став 10-м.